# Communauté de communes de Vie et Boulogne (vor 2017)
Die Communauté de communes de Vie et Boulogne (vor 2017) ist ein ehemaliger französischer Gemeindeverband mit der Rechtsform einer Communauté de communes im Département Vendée in der Region Pays de la Loire. Sie wurde am 26. Dezember 2000 gegründet und umfasste sieben Gemeinden. Der Verwaltungssitz befand sich im Ort Le Poiré-sur-Vie.

## Historische Entwicklung
Mit Wirkung vom 1. Januar 2017 fusionierte der Gemeindeverband mit der Communauté de communes du Pays de Palluau und bildete so die Nachfolgeorganisation Communauté de communes de Vie et Boulogne. Trotz der Namensgleichheit handelt es sich um eine Neugründung mit anderer Rechtspersönlichkeit.

## Ehemalige Mitgliedsgemeinden
1. Aizenay
2. Beaufou
3. Bellevigny (Commune nouvelle)
4. La Génétouze
5. Les Lucs-sur-Boulogne
6. Le Poiré-sur-Vie
7. Saint-Denis-la-Chevasse